# Vostok (espaçonave)

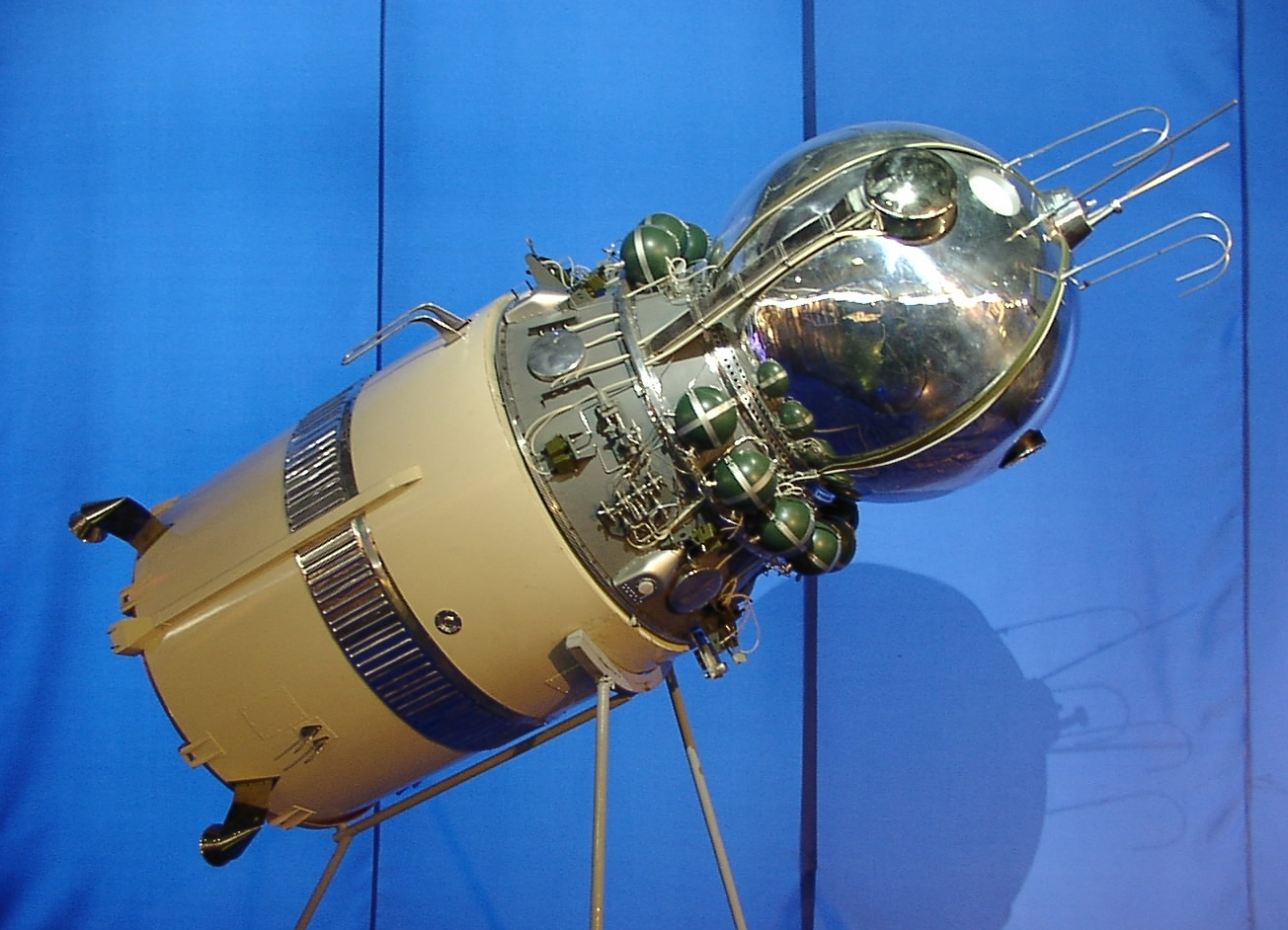
Modelo de uma espaçonave Vostok com o 3º estágio do foguete lançador acoplado.

Vostok (em russo Восток que significa Leste, ou Oriente) foi um tipo de espaçonave 
construída pela União Soviética. O primeiro voo tripulado ao espaço foi efetuado usando este modelo de espaçonave em 12 de Abril de 1961, pelo cosmonauta soviético Iuri Gagarin.
Essa espaçonave fazia parte do Programa Vostok, no qual seis voos espaciais tripulados foram efetuados entre 1961 e 1963. Dois outros voos espaciais tripulados foram efetuados em 1964, porém já usando as espaçonaves Voskhod. No final da década de 1960, ambas foram retiradas de serviço pois foram superadas pela espaçonave Soyuz, que em 2012 continuava em uso regular.
Variantes
- Vostok 1K - protótipo
- Vostok 2K - espaçonave de foto reconhecimento e reconhecimento de sinais inteligentes, deu origem ao satélite espião Zenit
- Vostok 3KA - usada nos primeiros voos tripulados